# 车氏大宗祠
车氏大宗祠，位于中华人民共和国广东省惠州市博罗县泰美镇车村，为博罗县的一个县级文物保护单位，类型为古建筑，公布时间为1985年。
车氏大宗祠的历史年代为清代。